# Полковник Рейс
Полковник Рейс (англ. Colonel Race) — персонаж четырёх романов Агаты Кристи: сотрудник отдела шпионажа британской разведки (MI5), который колесит по миру в поисках преступников (обычно орудующих на территории более чем одной страны). Это высокий, хорошо сложенный, загорелый и умный мужчина. 
Впервые Рейс появляется в романе «Человек в коричневом костюме», шпионском детективе, события которого разворачиваются в Южной Африке. Затем появляется в двух романах о Эркюле Пуаро («Карты на стол» и «Смерть на Ниле»), где помогает Пуаро в его расследованиях. В последний раз появляется в романе 1944 года «Сверкающий цианид», где, достигнув преклонного возраста и выйдя в отставку, расследует убийство своего старого друга. 

## Фильмы и телесериалы
1978 — Смерть на Ниле — кинофильм, в роли полковника Рейса — Дэвид Нивен.
1989 — Человек в коричневом костюме — телефильм, в роли полковника Рейса — Уолтер Хард.
2004 — Пуаро Агаты Кристи — телесериал, в роли полковника Рейса — Джеймс Фокс, в эпизоде «Смерть на Ниле».